# ―Cupid―
『―Cupid―』（キューピッド）は、松原みき3枚目のオリジナルアルバム。1981年4月21日にキャニオン・レコードからLPとポニーからカセットテープがリリースされた。2009年1月21日にはポニーキャニオンからHQCD盤として復刻された。

## キャッチコピー
- LP
高層ビル、ガラス窓の向こうから
Cupidが一度だけ矢を放つ。
Screenに映るのは誰の顔?
ニートな午後3時
Cupid
- HQCD
ブラックミュージックのエッセンスと伸びやかな歌声がパーフェクトな完成度を見せた
傑作3rdアルバムが初CD化！ Ｍ1.〜5.はモータウンで活躍していた
ファンク、フュージョン・グループDr.STRUTが参加したLA録音。
ヒットシングル「ニートな午後3時」収録。

## 収録曲

### Side A
1. 10カラット・ラブ (4'05")
作詞：三浦徳子／作曲：亀井登志夫／編曲：大村雅朗
2. ONE WAY STREET (4'19")
作詞：三浦徳子／作曲：小田裕一郎／編曲：大村雅朗
3. 青いボールペン (3'56")
作詞：三浦徳子／作曲：佐藤健／編曲：大村雅朗
4. 私はもどれない (3'50")
作詞：三浦徳子／作曲：佐藤健／編曲：大村雅朗
5. オアシス (4'34")
作詞：三浦徳子／作曲：小田裕一郎／編曲：大村雅朗

### Side B
1. ―Cupid― (5'20")
作詞：三浦徳子／作曲：伊藤銀次／編曲：大村雅朗
2. ニートな午後3時 (4'00")
作詞：三浦徳子／作曲：小田裕一郎／編曲：大村雅朗
3. スーヴェニール (4'47")
作詞：三浦徳子／作曲：佐野元春／編曲：大村雅朗
4. ONE SUMMER NIGHT (3'32")
作詞：三浦徳子／作曲：小田裕一郎／編曲：大村雅朗
5. DREAM IN THE SCREEN (4'18")
作詞：三浦徳子・松原みき／作曲：松原みき／編曲：大村雅朗

## 参加ミュージシャン

### Side A
1.-5. Dr.STRUT
- David Woodford (sax.)
- Claude Pepper (drums)
- Peter Freinberger (bass)
- Tim Weston (guitar)
- Kevin Bassinson (keyboards)
- Everett Bryson (percussion)

＋
1. 数原晋 (trumpet), 岸義和 (trumpet), 小林正弘 (trumpet), 新井英治 (trombone), 中沢忠孝 (trombone), 井口秀夫 (trombone), 杉本勝行 (trombone), 向井滋春 (trombone solo)
2. 数原晋 (trumpet), 岸義和 (trumpet), 小林正弘 (trumpet), 新井英治 (trombone), 井口秀夫 (trombone), 杉本勝行 (trombone)
3. EVE (chorus), 複数グループ (strings)
4. BUZZ (chorus), 複数グループ (strings)
5. 数原晋 (trumpet), 岸義和 (trumpet), 岡野等 (trumpet), 平内保夫 (trombone), 三田治美 (trombone), 杉本勝行 (trombone)

### Side B
1. 村上秀一 (drums), 富倉安生 (bass), 今剛 (guitar), 佐藤準 (keyboards), 田代真紀子 (keyboards), 斉藤ノブ (percussion), 数原晋 (flugelhorn solo), EVE (chorus), 複数グループ (strings)
2. 見砂和照 (drums), 岡沢茂 (bass), 今剛 (guitar), 大谷和夫 (keyboards), 田代真紀子 (keyboards), 斉藤ノブ (percussion), 数原晋 (trumpet), 岸義和 (trumpet), 新井英治 (trombone), 岡田澄雄 (trombone), ジェイク・H・コンセプション (alto sax solo), BUZZ[1] (chorus), 尾形道子 (chorus), 複数グループ (strings)
3. 村上秀一 (drums), 富倉安生 (bass), 今剛 (guitar), 佐藤準 (keyboards), 田代真紀子 (keyboards), 斉藤ノブ (percussion), ジェイク・H・コンセプション (alto sax solo), 複数グループ (strings)
4. 村上秀一 (drums), 富倉安生 (bass), 今剛 (guitar), 田代真紀子 (keyboards), 斉藤ノブ (percussion)
5. 村上秀一 (drums), 富倉安生 (bass), 今剛 (guitar), 佐藤準 (keyboards), 田代真紀子 (keyboards), 斉藤ノブ (percussion), EVE (chorus)

## スタッフ・スタジオ
- 1981年版
  - 要編集
- 2009年版
  - 要編集

## 関連シングル・ベストアルバム
- ニートな午後3時
EP 7A0049 SEE・SAW 1981年2月5日（廃盤）
タイトル曲（本アルバムと異なるバージョン）を収録
- 倖せにボンソワール Bonsoir L'amour
EP 7A0088 SEE・SAW 1981年7月5日 キャニオン・レコード（廃盤）
「私はもどれない」を収録
- 松原みきが選ぶマイベスト16
CASSETTE 32P9052 1981年 ポニー（廃盤）
「青いボールペン」「私はもどれない」「―Cupid―」「スーヴェニール」を収録
- 松原みき ベストヒット 全曲集
CASSETTE 36P1122 1982年 ポニー（廃盤）
「スーヴェニール」「DREAM IN THE SCREEN」を収録
- 松原みき BEST 20
CASSETTE 36P1223 1984年 ポニー（廃盤）
「10カラット・ラブ」「青いボールペン」を収録
- 松原みき ベスト・コレクション
CD PCCS-00044 2008年7月16日 ポニーキャニオン
「―Cupid―」を収録